# La Villeneuve-en-Chevrie
La Villeneuve-en-Chevrie è un comune francese di 575 abitanti situato nel dipartimento degli Yvelines nella regione dell'Île-de-France.

## Società

### Evoluzione demografica
Abitanti censiti